# 호진 (후한)
호진(胡軫, ? ~ ?)은 중국 후한 말 동탁 휘하의 무장으로 자는 문재(文才)이며 양주(涼州) 사람이다. 양인 전투에서 예하 장수들과의 불화로 인해 손견에게 패하였다.

## 생애

### 양인 전투
190년(초평 원년), 반동탁 연합군이 원소를 맹주로 궐기하였다. 191년, 원술 부하인 장사태수 손견이 양인(陽人)에 이르렀다. 동탁은 보병과 기병 5,000명을 편성해 동군태수 호진을 대독호(大督護)로, 여포를 기독(騎督)으로, 나머지 장수를 도독(都督)으로 삼아 응전하게 하였다. 호진은 성질이 급해 미리 큰소리치길, “모름지기 이번 출정에서 파란 인수(印綬)를 찬 관리를 참해 질서를 바로잡겠다.”고 하였다. 여포 등 여러 장군은 반감을 가졌다.
양인성과 수십 리 거리인 광성(廣成)에 도착했다. 날은 저물었고 병사와 말들은 매우 지쳤기에 마땅히 머물러 취침해야 했다. 동탁으로부터 받은 명령 역시 광성에 묵어 휴식을 취한 후 밤에 나아가 새벽에 성을 공격하는 것이었다. 여포 등은 호진을 싫어해 손견군이 이 일을 망쳐주길 바랐으므로 일부러 ‘양인성의 적들이 벌써 달아났으니 추격해야 한다’고 거짓말하였다. 호진이 쉬지도 않고 바로 진군했으나 성은 방비가 철저해 습격할 수 없었고 피로만 가중되었다.
다른 밤, 호진군은 해자와 보루도 없이 갑주를 벗어 쉬고 있었다. 불현듯 여포 등이 성중의 적들이 나왔다고 외쳤다. 군사들은 온갖 장비도 팽개친 채 요란스레 도주하였다. 십여 리를 가서야 진정되었고 적도 없었다. 날이 밝아 되돌와서는 병기를 수습하였다. 공성을 하려 했지만 성의 수비가 이미 견고해 그럴 수 없었다. 결국 손견에게 격파되어 도독 화웅 등을 잃었다.

### 동탁 사후
192년, 동탁이 왕윤·여포 무리에게 주살당했다. 홍농군 섬현(陝縣)에 주둔하던 우보도 죽었다. 그 휘하 이각, 곽사, 장제 등은 사면이 거부당하자 군사를 일으켰다. 왕윤은 온화한 표정도 짓지 않고 호진과 양정더러 “관동의 쥐 같은 새끼들이 뭘 하려는 건가? 경들이 가 타일러 불러오시오.”라 하였다. 호진과 양정은 평소 왕윤과의 사이가 나빴기에 그들에게 합류하였다. 호진과 함께 경조윤 신풍현(新豊縣)에서 요격하려던 서영은 전사하고 이각 등이 장안을 함락해 정권을 장악하였다.
이후 사례교위에 임명되었다. 호진은 평소 사이가 나빴던 좌풍익공조(左馮翊功曹) 유은(游殷)을 누명을 씌어 죽였다. 그로부터 한 달 정도가 지나 호진은 병이 들었고, “죄를 받는구나, 죄를 받아! 유공조가 귀신을 데려왔어!”라고 중얼거리고는 숨을 거두었다.

## 삼국지연의
사서가 아닌 소설 《삼국지연의》에서는 실제와 달리 화웅의 부장으로 설정되어 제5회에만 등장한다. 반동탁 연합군의 선봉 손견이 사수관으로 진격해온다. 호진은 사수관을 지키던 화웅의 명으로 5,000명을 인솔해 출격했다가 철척사모(鐵脊蛇矛, 철등사모)를 쥔 정보에게 수 합이 되지 않아 죽임을 당한다.

## 같이 보기
- 삼국지 인물 목록

## 참고 문헌
- 왕찬, 《영웅기》 ; 배송지 주석, 《삼국지》46권 오서 제1 손파로토역전 손견전에서 인용